# Senon Iwanowitsch Borewitsch
Senon Iwanowitsch Borewitsch (russisch Зенон Иванович Боревич; englische Transkription Zenon Ivanovich Borevich; polnisch Borewicz, * 7. November 1922 in Susly, Oblast Schytomyr; † 26. Februar 1995) war ein russischer Mathematiker, der sich mit Zahlentheorie und Algebra beschäftigte.
Borewitsch, der polnischer Abstammung war, war ein Schüler von Dmitri Konstantinowitsch Faddejew an der Universität Leningrad. Er war 1963 bis 1992 Professor an der Staatlichen Universität Leningrad und am Steklow-Institut in Leningrad.
Borewitsch befasste sich mit algebraischer Zahlentheorie (Theorie lokaler Körper und Galoisdarstellungen), Darstellungstheorie von Gruppen über p-adischen Körpern (mit Faddejew) und Theorie linearer Gruppen, homologischer Algebra (ab Ende der 1940er Jahre bei Faddejew, der die Konzepte unabhängig von Samuel Eilenberg und Saunders MacLane im Westen einführte). Mit Igor Schafarewitsch verfasste er das berühmte Lehrbuch Zahlentheorie (1964, deutsch bei Birkhäuser 1966, Englisch Academic Press 1966).
Zu seinen Doktoranden zählt Sergei Wladimirowitsch Wostokow.